# کلیسای ارتدکس رومانی
کلیسای ارتدکس رومانی (به رومانیایی: Biserica Ortodoxă Română)، یا پاتریارک‌نشین رومانی، یک کلیسای ارتدکس خودمختار و یکی از نه پاتریارک‌نشین کلیسای ارتدکس شرقی است. حوزه قضایی این کلیسا سرزمین‌های رومانی و مولداوی را در بر می‌گیرد و دارای اسقف‌نشین‌های اضافی برای رومانیایی‌های ساکن صربستان و مجارستان و همچنین جوامع دور از وطن در اروپای مرکزی و غربی، آمریکای شمالی و اقیانوسیه است. این تنها کلیسای خودمختار ارتدکس شرقی است که از یک زبان رومی برای اهداف مرکزی استفاده می‌کند.
بیشتر جمعیت رومانی (۱۶٬۳۶۷٬۲۶۷ نفر، یا ۸۵٫۹٪ از کسانی که داده‌ها برای آنها در دسترس است، بر اساس داده‌های سرشماری ۲۰۱۱)، و همچنین حدود ۷۲۰٬۰۰۰ در مولداوی، به کلیسای ارتدکس رومانی باورمند هستند.